# Sección los Bibiano
Sección los Bibiano är en ort i Mexiko.   Den ligger i kommunen San Felipe Jalapa de Díaz och delstaten Oaxaca, i den sydöstra delen av landet, 300 km sydost om huvudstaden Mexico City. Sección los Bibiano ligger 295 meter över havet och antalet invånare är 126.
Terrängen runt Sección los Bibiano är varierad, och sluttar österut. Runt Sección los Bibiano är det ganska tätbefolkat, med 185 invånare per kvadratkilometer. Närmaste större samhälle är Isla Soyaltepec, 13,8 km nordost om Sección los Bibiano. I omgivningarna runt Sección los Bibiano växer i huvudsak städsegrön lövskog.